# Скакуновщина
Скакуновщина — деревня в Бешенковичском районе Витебской области Белоруссии. Входит в состав Бочейковского сельсовета

## Этимология
Согласно версии профессора А. Ф. Рогалева, название деревни Скакуновщина имеет патронимическое происхождение. Это значит, что оно возникло от прозвища или фамилии Скакун, Скакунов. Этот человек мог быть первопоселенцем или владельцем деревни.

## История
До 1793 года в составе Речи Посполитой — Полоцкий повет относился к Низголовскому имению.
В 1836 году деревня принадлежала Станиславу Гребницкому.
1849 год —  деревня и имении Низголово, 12 дворов, 124 жителя, принадлежало А. Г. Шауману, в составе Мартиновской волости, Лепельского уезда Витебской губернии.
1889 год —  в составе имения Низголово, 22 двора, 90 мужчин.
1905 год — в составе имения Низголово, принадлежала Недзвецкой Анне Михайловне.
В 1906 году — деревня, 27 дворов, 228 жителей (115 мужчин и 113 женщин). При озере Скакуновщина. Входила в состав Низголовского сельского общества. Территориально относилась к православной церкви Рождества Иоанна Предтечи в деревне Низголово.
С 3 марта 1924 года в БССР.

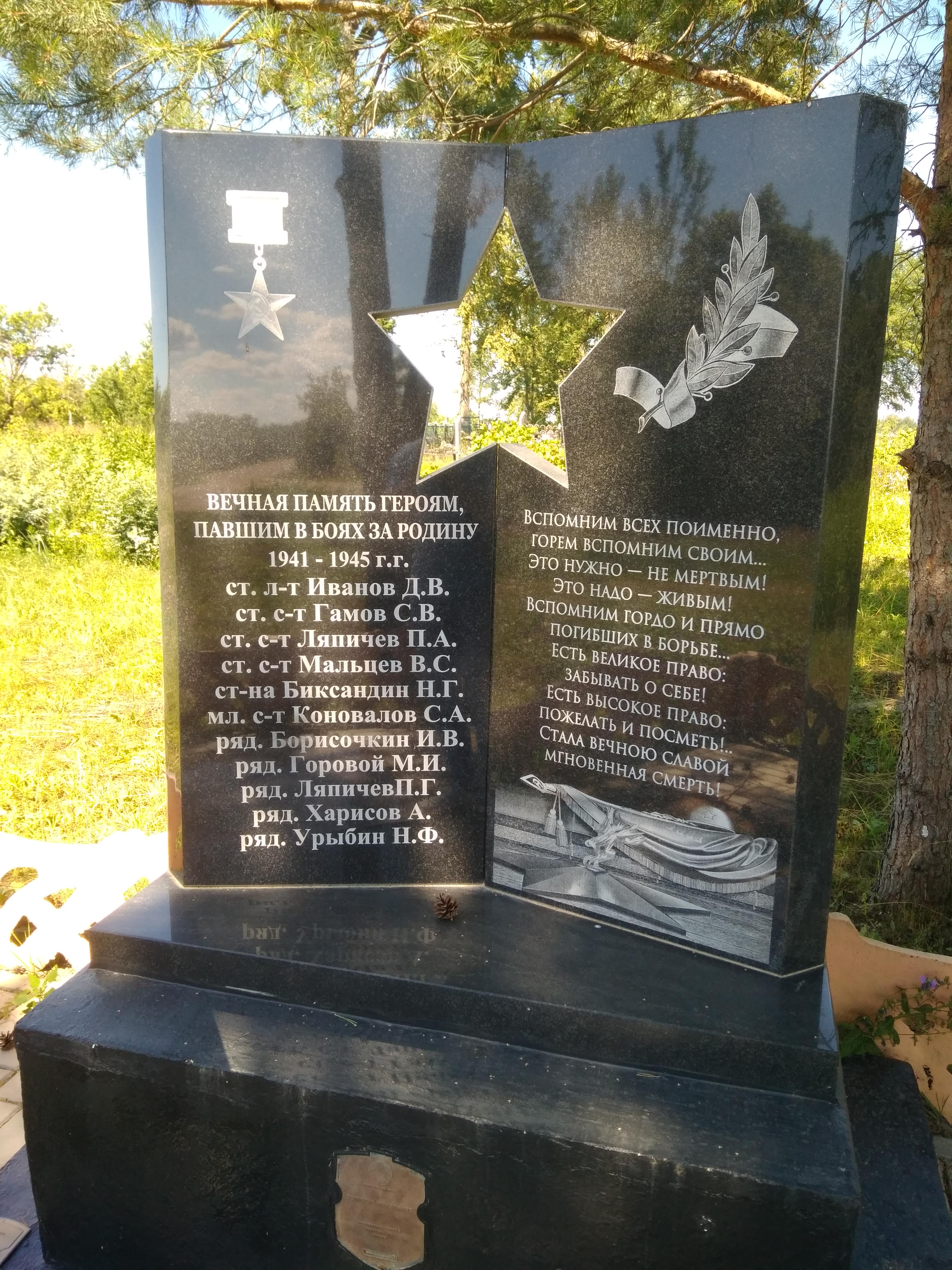
На деревенском кладбище похоронено 27 советских солдата, погибшие в боях за освобождение района от немецко-фашистских захватчиков в 1944 году. В 1964 году на могиле был установлен обелиск

С 1931 года центр Сокоровского сельсовета Ульского района Полоцкого района (до 26 июля 1930 года).
С 8 июля 1931 года в Чашницком районе.
С 25 июля 1931 года в Бешенковичском районе.
К 1933 году в селе был создан колхоз «Ленинский шлях», где работала кузница.
С 20 февраля 1938 года в Витебской области.
С 9 сентября 1946 года в Ульском.
С 17 декабря 1956 года в Бачейковском сельсовете.